# Mãe e Filha (série de televisão)
Mère et Fille (Brasil: Mãe e Filha ) é um humorístico programa francês produzido pela J2F e Yaka Productions, exibido na televisão desde 3 de junho de 2012 pelo canal Disney Channel França.

## Sinopse
A série conta a vida cotidiana de Barbara (interpretada por Lubna Gurion), uma adolescente de escola secundária de 14 anos e sua mãe Isabelle (interpretada por Isabelle Desplantes), advogada divorciada de 39 anos anos que procura ficar jovem.

## Elenco
- Isabelle Desplantes: Isabelle Marteau
- Lubna Gurion: Bárbara Hammer
- Thérèse Roussel: Vovó (desde a 2ª Temporada)
- Thomas Goldberg: Raphael (desde a 3ª Temporada)
- Arthur Jacquin: Gael (temporadas recorrentes 1 e 2, convidado 3ª Temporada)
- Clara Leroux: Lea, amiga de Bárbara
- Romain Arnolin: Hugo, amigo de Barbara (1ª e 2 Temporada e filme)
- Lillia Alami: Pauline, pequena irmã de Hugo
- Alain Bouzigues: Sr. Balain
- Philippe Cura: O pai de Gaël (1ª e 2 Temporada)
- Grégory Le Moigne: o pai de Barbara, Laurent
- Claudia Tagbo: Claudia, a mãe de Hugo
- Philemon: O treinador virtual (3ª temporada)

## Dublagem
| Personagem              | Dublagem               |
| Personagens Principais  | Personagens Principais |
| ----------------------- | ---------------------- |
| Isabelle Marteau        | Marli Bortoletto       |
| Bárbara Hammer          | Juliana Caggiano       |
| Personagens Recorrentes |                        |
| Vovó                    | Suzete Piloto          |
| Raphael                 | Ítalo Luiz             |
| Gael                    | Vyni Takahashi         |
| Lea                     | Isabella Guarnieri     |
| Hugo                    | Daniel Garcia          |
| Pauline                 | Anna Giulia Chantre    |
| Pai de Gael             | Ricardo Sawaya         |
| Laurent                 | César Emílio           |

| Créditos da dublagem | Brasil                            |
| -------------------- | --------------------------------- |
| Direção de Dublagem  | Rodrigo Andreatto / Fábio Azevedo |
| Tradução             | Bvaz Idiomas                      |
| Diretor Criativo     | Raúl Aldana                       |
| Dublado nos Estúdios | TV Group Digital                  |

## Episódios
Nota: Os episódios dublados de "Mãe e Filha" são liberados no canal oficial do Disney Channel Brasil.

### 1ª Temporada (2012)
1. Dia das Mães
2. O Show
3. O Buquê de Flores
4. Lágrimas de Amor
5. Les dents de la mère (Não disponibilizado no Brasil)
6. A Festa
7. O Homem Perfeito
8. Briga de Crianças
9. Limpeza ao Acaso
10. Plano B
11. Férias
12. Blog de Moda
13. Chamada Telefônica
14. Teste de Personalidade
15. A Trapaça
16. Más Influências
17. Mãe ou Irmã
18. Le jean's (Não disponibilizado no Brasil)
19. Língua Viva
20. É a Minha Vaga
21. Marca Registrada
22. No Escurinho do Cinema
23. A Surpresa
24. Trocados
25. Dinheiro não traz felicidade
26. Excursão do Colégio

### 2ª Temporada (2013)
1. Supervovó
2. Gosto Não Se Discute
3. Acampamento no Quintal
4. O Encanador
5. Apartamento Dividido
6. Por uma Boa Causa
7. A Orientadora
8. A Viagem dos Sonhos (1/2) (episódio de 5 minutos)
9. A Viagem dos Sonhos (2/2) (episódio de 5 minutos)
10. Carta na Manga
11. Cuidado com o Alho
12. O Diário
13. Novo na Casa
14. Batalha
15. Sem Escolha
16. Loiro Platinado
17. A Festa Proibida
18. O Presente
19. A Tarântula Mégane
20. Missão Babá
21. O Dentista
22. O Ciber Agricultor
23. O Vento da Liberdade
24. Convidados Surpresas
25. Mestre Cuca
26. Uma Dança Nada Clássica
27. O Ano Novo

### 3ª Temporada (2014)
A 3ª Temporada é transmitida no Disney Channel França, desde 13 de maio de 2014. Os episódios estão agora compostos por 4 mini episódios. A 3ª temporada está sendo exibida no Brasil desde 31 de maio de 2018.                        
1. Receita Maluca, O Celular Perdido, No Carro, O Papagaio
2. Do outro Lado da Linha, A Idade da Minha Mãe, Eu já Vi esse Filme, O Bigode
3. Não Existe Idade, A Luminária, Ultrassons, Uma Explicação Horrível
4. O Segredo do Ovo Cozido, Uma Boa Impressão, Sr. Richeto, Hora de Dormir
5. Adeus Smartphone, O Livro do Professor Smith, Creme para os Pés, Dia 31
6. Filme de Terror, A Linguagem das Manhãs, O Engano, A Planta
7. Tiffany, Solução Manicure, Não Pode Ser Verdade, Sorte
8. O Grande Jogo, Troca de Papéis, O Diretor, A Espinha
9. Livro Proibido, Três Coisas ao Mesmo Tempo, Policial Fashion, Uma Boa Aluna
10. Celular Quebrado, O Bolo, O Dom da Léa, Uma Guerra no Carro
11. Do Outro Lado da Linha, A Idade da Minha Mãe, Eu já Vi esse Filme, O Bigode
12. A Declaração, Ultra Miouzik, O Lustre, O Teste
13. Gatos, Os Ratos Fazem a Festa, Chega de Ficar Doente, Cabeça Dura, O Sofrimento
14. Os Legumes Relaxam, Um Lugar Melhor, Como a Palma da Mão, O Sapato pela Metade
15. Le grand bal masqué - Douche froide - Viens on danse - Papa maladroit
16. Faz Meia Hora que Estou Esperando, De Castigo, Lição de Casa, Diga X
17. A Mancha, Não Escuto, A Gramática, O Fim Justifica os Meios
18. A Sobremesa, A Vingança, Elogios, O Fingimento
19. Figurantes, Vergonha Alheia, Cadê o Nariz?, Sempre Alerta
20. L'incruste - C'est quoi ? - Toi ou moi - Le moelleux
21. Le Buzz - La chaîne en or - Tenue correcte exigée - Réservation ultime
22. Rugbywomen - Let's Rock - Au placard - The best mom in the world
23. Novo Corte, Adoro Ler, Aqui Não, Discrição
24. Les clés - Journée de princesses - Le faux bond - Mettez vous à ma place
25. O Flan, Precisa Estar Brilhando, O Que Foi?, Um Famoso no Prédio
26. Chaleur humaine - Une vie de rêve - La télépathie - Play-back
27. La confiture - Pas la même vision - Plus tard dans la vie - Mon premier dîner romantique
28. Le Ménage Ball - Perdue - Dans le mille - L’anniversaire impossible
29. Pas avant le café - Polyglotte - Les textos de ma mère - Le bricolage
30. Desculpas Esfarrapadas, O Amuleto da Sorte, O Novo Vizinho, Tá na Mesa

### 4ª Temporada (2017)
No final de 2016, as principais atrizes anunciam o início da filmagem de uma nova temporada. O primeiro episódio "Mãe e filha: 20 anos" é transmitido em 18 de março de 2017 para comemorar o 20º aniversário da Disney Channel. A temporada é transmitida desde 8 de abril de 2017. Por enquanto, a 4ª temporada não foi exibida no Brasil.
1. Mère et Fille : 20 ans
2. La vaisselle - Soldes privées - Livraison à domicile - Tu remarque rien
3. Auto-école maison - Les échecs - La tortue
4. La fête des mères - Conduite mal-accompagnée - Rentrer en contact - Coach en séduction
5. Pierre-papier-ciseaux - SOS maman - Opération coaching - Le traducteur
6. Et si on posait ? - Escarpins surprise - Le dernier mot - Tête en l'air
7. La signature - Soirée DVD - La voiture selon Isa - La dent dure
8. La position de l'archer - L'appli cafteuse - Conduite accompagnée
9. La méditation - L'indépendance - Le passeport - Petit mensonge en famille
10. Week-end inquiétant - Dépression capillaire - Animal de compagnie
11. Les ronflements - Les tomates - La bourde - Le feu orange
12. Le plâtre - Le coût de la vie - Concentration au volant
13. Le sport - Boot Camp 1 - L'effort - Boot Camp 2
14. Le conseil d'une mère - La tactique Méru - Tu connais la chanson
15. Week-end - Tuto cuisine - Et puits c'est tout - Conseil de famille
16. Scène de ménage - Voiture avec chauffeur - Week-end papa
17. Le piercing - La tache - Les pipelettes - Au vert
18. La veste à franges - Problème de maths - Vide grenier
19. Le quiproquo - A table ! - L'infraction - Mieux que les moutons
20. Crise d'ado - Le T-shirt - L'exposé
21. Le rouge à lèvres - L’œilleton - Le sandwich - Le smiley
22. Organisation maison - Question de priorité - Les étrennes
23. La géoloc - Le cadeau - Eclipse totale

## Filme (2016)
Mãe e Filha: Sonho da Califórnia conta como Barbara ganha um concurso de design de moda (o Vestido de verão da Moda Mundial) e ganha uma viagem para Califórnia.
O filme está sendo transmitido pela primeira vez na sexta-feira, 5 de fevereiro de 2016, no Disney Channel.

## Transmissão internacional
| País | Canal                           | Exibição              | Título da Série | Referência |
| --- | ------------------------------- | --------------------- | --------------- | ---------- |
| França | Disney Channel França           | 3 de junho de 2012    | Mère et Fille   | [ 1 ]      |
| Itália | Disney Channel Itália           | 2013                  | Mamma e figlia  | [ 2 ]      |
| Rússia | Disney Channel Rússia           | 18 de novembro 2013   | Дочки-матери    | [ 3 ]      |
| Alemanha | Disney Channel Alemanha         | 28 de março de 2016   | Maman & Ich     | [ 4 ]      |
| Argentina · Bolívia · Chile · Colômbia · Cuba · Costa Rica · Equador · El Salvador · Guatemala · Honduras · Nicarágua · México · Panamá · Paraguai · Peru · República Dominicana · Uruguai · Venezuela | Disney Channel Latina Americana | 28 de janeiro de 2017 | Madre e Hija    | [ 5 ]      |
| Brasil | Disney Channel Brasil           | 28 de janeiro de 2017 | Mãe e Filha     | [ 6 ]      |